# نيكوس أنجيلوبولوس
نيكوس أنجيلوبولوس (باليونانية: Νίκος Αγγελόπουλος)‏ مواليد 27 يونيو 1984 في أثينا، هو لاعب كرة سلة يوناني. بدأ مسيرته الاحترافية في سنة 2002. يحمل الرقم 4. يبلغ طوله 6 قدم 8.75 بوصة (2.1 م). لعب مع نادي بانيونيس لكرة السلة في الدوري اليوناني لكرة السلة.

## روابط خارجية
- نيكوس أنجيلوبولوس على موقع كرة السلة الأوروبية.كوم (الإنجليزية)
- نيكوس أنجيلوبولوس على موقع DraftExpress.com (الإنجليزية)
- نيكوس أنجيلوبولوس على موقع ريلجم (الإنجليزية)
- نيكوس أنجيلوبولوس على موقع بروبوليرز (الإنجليزية)